# Issaka Koké
Issaka Koké (* 3. Januar 1925 in Gouré; † 16. Februar 2021) war ein nigrisch-französischer Tierarzt und Politiker.

## Leben
Issaka Koké stammte aus der damaligen französischen Kolonie Niger. Er besuchte die École normale William Ponty, die Kaderschmiede der einheimischen Einwohner Französisch-Westafrikas. Seine Abschlussarbeit war die Nacherzählung eines Traums, in der er eine Meute überlauter und uneiniger Hyänen wenig schmeichelhaft als französische Kolonialbeamte interpretierte, deren widersprüchliche Forderungen am besten ignoriert werden.
Koké wurde Tierarzt. Er schloss sich Mitte der 1950er Jahre der Partei Nigrische Demokratische Union (UDN) unter der Führung von Djibo Bakary an, aus der die Partei Sawaba hervorging. Koké wurde bei den Parlamentswahlen am 31. März 1957 als Abgeordneter des Wahlkreises Gouré in die Territorialversammlung Nigers gewählt. Der Sawaba stellte am 24. Mai 1957 die erste eigene Regierung Nigers zusammen, mit dem französischen Gouverneur Paul Bordier als Regierungschef und dem Sawaba-Parteivorsitzenden Djibo Bakary als Vizeregierungschef. Issaka Koké übernahm das Amt des Ministers für öffentlichen Dienst und Bergbau. Er wechselte am 23. September 1958 das Ressort und wurde anstelle von Adamou Mayaki, der Innenminister wurde, Minister für Landwirtschaft und Forste. Hamani Diori von der Nigrischen Fortschrittspartei (PPN-RDA) bildete am 20. Dezember 1958 eine neue Regierung.
Der Sawaba trat anders als der PPN-RDA für die sofortige Unabhängigkeit Nigers von Frankreich ein und wurde im Oktober 1959 verboten. Issaka Koké gehörte innerhalb des Sawaba zu den leidenschaftlichsten Unabhängigkeitsbefürwortern. Er wurde, nachdem belastendes Material in seinem Haus gefunden worden war, am 30. Juni 1960 gemeinsam mit anderen hochrangigen ehemaligen Sawaba-Politikern wie Abdoulaye Mamani und Adamou Sékou wegen des Vorwurfs der Verschwörung gegen den Staat vor Gericht gestellt. Hamani Diori und der PPN-RDA führten Niger am 1. August 1960 im Einvernehmen mit Frankreich in die Unabhängigkeit. Koké wurde im November 1960 vor einem Berufsgericht zu zwei Jahren Haft und einer Geldstrafe verurteilt. Ihm wurde vorgeworfen, versucht zu haben den verbotenen und nunmehr vor allem vom Exil aus operierenden Sawaba wiederherstellen.
Koké wurde Ende 1960 vorzeitig aus der Haft entlassen und ging nach Bamako in Mali ins Exil, wo er eine Stelle in der Entwicklungshilfe des französischen Staates annahm. Seine politische Tätigkeit für den Sawaba gab er auf. Mit einer Senegalesin verheiratet, übersiedelte Koké bald nach Dakar in Senegal. Nach einem Aufenthalt in Frankreich kehrte er zunächst nach Senegal zurück. Koussanga Alzouma, wie Koké Tierarzt und Sawaba-Anhänger, wurde von Garba Badié, dem Leiter der nationalen Gendarmerie Nigers, in der Haft dermaßen misshandelt, dass er daran starb. Issaka Koké sah sich veranlasst, im Oktober 1964 in der Zeitschrift Jeune Afrique einen Nachruf auf Koussanga Alzouma zu schreiben. Daraufhin wurde er in einer gemeinsamen Aktion des malischen und senegalesischen Staates verfolgt und im September 1965 von der Polizei in Senegal gefangen genommen.
Ihm gelang es unter ungeklärten Umständen, seiner Auslieferung an Niger zu entgehen. Er zog endgültig nach Frankreich, dessen Staatsbürgerschaft er annahm. Ab 1966 verwaltete er die Finanzen des Sawaba und wurde von den französischen Behörden überwacht. Er ließ sich in der südfranzösischen Stadt Montauban nieder, wo er Direktor des veterinärmedizinischen Laboratoriums des Départements Tarn-et-Garonne wurde. Zudem wirkte er als Präsident des Vereins Association Afrique-Antilles-Guyane de Montauban.